# Esquipulas (ort i Costa Rica)
Esquipulas är en ort i Costa Rica.   Den ligger i provinsen Alajuela, i den centrala delen av landet, 40 km väster om huvudstaden San José. Esquipulas ligger 1 011 meter över havet och antalet invånare är 1 512.
Terrängen runt Esquipulas är kuperad åt sydost, men åt nordväst är den platt. Runt Esquipulas är det ganska tätbefolkat, med 248 invånare per kvadratkilometer. Närmaste större samhälle är San Rafael, 4,9 km väster om Esquipulas. I omgivningarna runt Esquipulas växer i huvudsak städsegrön lövskog.